# Сексуальные преступления в отношении несовершеннолетних
Сексуальные преступления в отношении несовершеннолетних — действия сексуального характера, совершённые совершеннолетним лицом в отношении несовершеннолетнего и расценивающиеся законодательством в качестве преступления. В некоторых странах законодательство квалифицирует отдельно сексуальные преступления против детей и против подростков. Наличие состава преступления и его тяжесть также может зависеть от конкретного законодательства. Преступными могут считаться и действия сексуального характера без применения насилия и даже сексуальные действия без непосредственного физического контакта.
Субъектом (лицом, совершившим преступление) этих преступлений может быть и несовершеннолетний, если объект — малолетний ребёнок. И хотя, согласно многим исследованиям, сексуальные насильственные действия в отношении детей в большинстве случаев производятся лицами, не имеющими педофильных наклонностей, применительно к взрослому лицу, совершившему сексуальное насилие над ребёнком, привычным стало некорректное употребление медицинского термина «педофил».

## Типология сексуальных преступников
Всемирно известный немецкий сексолог Фолькмар Зигуш выделяет десять типов преступников, совершающих сексуальные насилия над детьми (в типологии Зигуша упоминаются лишь преступники мужского пола):
1. Близкий член семьи (отец, дядя, брат), испытывающий сексуальное влечение к ребёнку.
2. Сосед, обычно из неблагополучных слоёв населения, часто страдающий алкоголизмом, совершающий сексуальное насилие над детьми, обычно не являясь педофилом.
3. Подросток пубертатного возраста, приобретающий свой первый сексуальный опыт на маленьком ребёнке.
4. Подросток или взрослый с задержками развития, часто инвалид, видящий в детях наиболее подходящих сексуальных партнёров.
5. Сексуально незрелый взрослый, который не наигрался «в доктора» в детстве.
6. Психически больной взрослый, нападающий на детей.
7. Секс-турист, покупающий услуги ребёнка как экзотический товар.
8. Пожилой человек, который решил восполнить пробелы в своей, по его мнению, скучной сексуальной жизни и испытать что-то новое.
9. «Извращенец» или садист, которому нравится причинять боль людям, но который не может испытать свою власть над взрослым и поэтому совершает насилие над более слабым — ребёнком.
10. Педофил («педосексуал» по выражению Зигуша), испытывающий сексуальное влечение к детям допубертатного периода[3].

Примерно 90 % преступников, совершающих сексуальные насилия над детьми, составляют люди, находящиеся в состоянии регрессии. По причине лёгкой доступности детей они удовлятворяют с их помощью свои сексуальные потребности. В этом случае дети выступают лишь заместительным объектом. Педофилы составляют от 2 до 10 % сексуальных преступников, совершающих сексуальные насилия над детьми. В небольшом числе случаев насилие совершается социопатами, при этом насилие совершается не с целью удовлетворения сексуальных потребностей, а как средство совершения акта насилия, возможно удовлетворения садистских наклонностей. Чаще всего все эти перечисленные типы находятся в близком социальном окружении ребёнка-жертвы.
Немецкий психотерапевт Клаус Михаэль Байер (нем. Klaus Michael Beier) из берлинской университетской клиники Шарите выделяет следующие группы среди сексуальных преступников:
- молодые сексуально неопытные люди;
- диссоциальные личности (код F60.2 согласно МКБ-10: Класс V);
- лица с преобладающими педофильными наклонностями;
- лица с побочными педофильными наклонностями;
- лица, страдающие психическими заболеваниями.

От 85 % до 90 % преступников, совершающих сексуальные насилия над детьми, составляют мужчины. В случае, когда женщины совершают сексуальные насилия над детьми, они чаще всего выступают соучастницами мужчин. При этом некоторые исследователи полагают, что подобные подсчёты могут быть искажены по причинам, включающим «социальную тенденцию игнорировать негативное влияние сексуальных отношений между маленькими мальчиками и взрослыми женщинами, а также более широкий доступ женщин к очень маленьким детям, которые не могут сообщить о злоупотребление в свой адрес».
По данным Британского онлайнового центра защиты детей от эксплуатации CEOP, в 58 % случаев насильником ребёнка становится член семьи, в 32 % — знакомый, но не член семьи и только в 10 % — чужой человек.

## Исследование проблемы в России
Игорь Кон одним из первых обратил внимание на опасный рост сексуального насилия, инициировав создание телефонной службы доверия, и особенно — сексуальных посягательств на детей.
В 1997 году по просьбе Ассоциации детских психиатров Кон выступил на Всероссийской конференции «Дети России: насилие и защита» с докладом «Совращение детей и сексуальное насилие в междисциплинарной перспективе», который был затем опубликован параллельно в двух научных журналах «Социальная и клиническая психиатрия» и «Педагогика».

## Статистика
Согласно исследованиям Роберта Крукса и Карлы Баур, уровень сексуальных приставаний к детям примерно одинаков во многих странах:
Показатели уровня насилия над детьми в 20 странах (на 100 тыс. человек):
| Страна         | Женщины | Мужчины    |
| -------------- | ------- | ---------- |
| Австрия        | 36      | 19         |
| ЮАР            | 34      | 29         |
| Нидерланды     | 33      | нет данных |
| Коста-Рика     | 32      | 13         |
| Новая Зеландия | 32      | нет данных |
| Австралия      | 28      | 9          |
| США            | 27      | 16         |
| Испания        | 23      | 15         |
| Норвегия       | 19      | 9          |
| Бельгия        | 19      | нет данных |
| Канада         | 18      | 8          |
| Греция         | 16      | 6          |
| Дания          | 14      | 7          |
| Великобритания | 12      | 8          |
| Швейцария      | 11      | 3          |
| Германия       | 10      | 4          |
| Швеция         | 9       | 3          |
| Франция        | 8       | 5          |
| Ирландия       | 7       | 5          |
| Финляндия      | 7       | 4          |

По данным МВД, в 2010 году в России было совершено 7435 преступлений сексуального характера в отношении несовершеннолетних. Однако действительная распространённость сексуальных преступлений в семье пока не поддается полному статистическому учёту, поскольку жертвы часто скрывают произошедшее из-за стыда и страха перед взрослыми.
В 2011 году от сексуального насилия в США пострадало 61 472 ребёнка до 18 лет.

## Наказание за сексуальные преступления в отношении несовершеннолетних

### Россия
Согласно российскому уголовному законодательству, половое сношение лица, достигшего 18-летнего возраста с лицом, не достигшим возраста 16 лет и половой зрелости, наказывается лишением свободы на срок до 4 лет, с лицом, заведомо не достигшим возраста 14 лет, но достигшим возраста 12 лет, — на срок от 3 до 10 лет, а в случае, если виновный имеет судимость за ранее совершенное преступление против половой неприкосновенности несовершеннолетнего, — лишением свободы на срок от 15 до 20 лет либо пожизненным лишением свободы; если любое из этих действий совершено в соучастии, наказание может составить от 12 до 20 лет лишения свободы; предусматривается также дополнительное наказание в виде запрета занимать определённые должности или заниматься определённой деятельностью, его максимальный срок составляет 20 лет (Статья 134 УК РФ). Лицо, впервые совершившее половое сношение с лицом в возрасте до 16 лет, но достигшим 14 лет, освобождается судом от наказания, если будет установлено, что это лицо и совершенное им преступление перестали быть общественно опасными в связи со вступлением в брак с потерпевшей (потерпевшим). В случае, если разница в возрасте между потерпевшей (потерпевшим) и подсудимым (подсудимой) составляет менее четырёх лет, к последнему не применяется наказание в виде лишения свободы за половое сношение с лицом, не достигшим 16 лет, но достигшим 14 лет.
Основное наказание за изнасилование несовершеннолетней (Статья 131 УК РФ) или насильственные действия сексуального характера в отношении несовершеннолетней или несовершеннолетнего (Статья 132 УК РФ) может составлять, в зависимости от возраста потерпевшей (потерпевшего) и других обстоятельств, от 8 до 20 лет лишения свободы, а в случае, если виновный имеет судимость за ранее совершенное преступление против половой неприкосновенности несовершеннолетней (несовершеннолетнего), — от 15 до 20 лет лишения свободы либо пожизненное лишение свободы. Допускается также применение в качестве дополнительных наказаний ограничения свободы на срок до 2 лет и лишения права занимать определённые должности или заниматься определённой деятельностью на срок до 20 лет. К изнасилованию несовершеннолетней до 14 лет либо насильственным действиям сексуального характера в отношении несовершеннолетнего лица до 14 лет относятся также половое сношение с лицом младше 12 лет и развратные действия в отношении лица младше 12 лет, поскольку такое лицо в силу возраста находится в беспомощном состоянии, то есть не может понимать характер и значение совершаемых с ним действий.
За понуждение несовершеннолетнего к действиям сексуального характера ответственность наступает по статье 133 УК РФ. Наказание — штраф в размере до 120 000 рублей или в размере заработной платы или иного дохода осуждённого за период до 1 года либо обязательные работы на срок от ста восьмидесяти до двухсот сорока часов, либо исправительные работы на срок до 2 лет, либо лишение свободы на срок до 1 года.
Кроме того, преследуется (с теми же возрастными ограничениями) совершение развратных действий (Статья 135 УК РФ: если деяние совершено в отношении лица в возрасте от 14 до 16 лет, оно наказывается штрафом, ограничением свободы или лишением свободы до 3 лет; если потерпевшему меньше 14 лет — лишением свободы на срок от 3 до 8 лет; при групповом совершении преступления — от 7 до 15 лет, возможно также применение запрета занимать определённые должности или заниматься определённой деятельностью на срок до 20 лет). Состав развратных действий не определяется в Уголовном кодексе и должен быть доказан в суде. Если разница в возрасте между потерпевшей (потерпевшим) и подсудимым (подсудимой) составляет менее четырёх лет, к последнему не применяется наказание в виде лишения свободы за развратные действия в отношении лица младше 16 лет, но достигшего 14 лет.
Привлечение несовершеннолетних для участия в зрелищных мероприятиях порнографического характера в качестве исполнителей лицом, достигшим 18-летнего возраста — наказывается лишением свободы на срок от 2 до 8 лет. Привлечение лиц, не достигших 14 лет — на срок от 3 до 10 лет с лишением права занимать определённые должности или заниматься определённой деятельностью на срок до 15 лет или без такового (статья 242¹ УК РФ).
Уголовная ответственность за изготовление, оборот, публичную демонстрацию и рекламирование материалов или предметов с порнографическими изображениями несовершеннолетних установлена той же статьёй 242¹ Уголовного кодекса и влечёт такое же наказание.
Для ряда преступлений (вовлечение в занятия проституцией организация занятия проституцией) предусматривается применение более строгого наказания, если преступление совершено в отношении или с использованием несовершеннолетнего лица (Статья 240 УК РФ — от 3 до 8 лет лишения свободы; Статья 241 — до 6 лет, а если деяние совершено в отношении лица, заведомо не достигшего 14-летнего возраста — до 10 лет лишения свободы).
Родитель, посягающий на половую неприкосновенность своего ребёнка, может быть лишён родительских прав (Статья 69 СК РФ). Родитель, не исполнивший обязанности по защите прав своего ребёнка на половую неприкосновенность и половую свободу, подлежит административной ответственности. Данное правонарушение рассматривается комиссией по делам несовершеннолетних и защите их прав, и в случае установления вины родителей, им может быть вынесено предупреждение или на них может быть наложен административный штраф в размере от 100 до 500 рублей. (Статья 5.35, статья 23.2 КоАП РФ)

### Германия
Уголовный кодекс Германии различает сексуальные действия в отношении детей до 14 лет и подростков 14-18 лет. Действия сексуального характера в отношении детей классифицируются согласно § 176, в отношении подростков — согласно § 182 УК Германии. Деяния, направленные в отношении опекаемых лиц, подпадают под действие § 174. Во всех случаях под сексуальными действиями понимаются любые действия сексуального характера.
Сексуальные действия в отношении детей до 14 лет как в активной, равно так и в пассивной форме наказывается лишением свободы сроком от шести месяцев до 10 лет. Также наказываются и третьи лица, побуждающие ребёнка к сексуальным действиям. Сексуальные действия в отношении подростка 14-18 лет (как активные, так и пассивные) являются наказуемыми лишь в случае, когда подросток находится в зависимом положении от совершающего сексуальные действия или совершает эти действия за денежное вознаграждение. Равносильно квалифицируется и принуждение подростка 14-18 лет к сексуальным действиям с третьим лицом с использованием зависимого положения подростка или денежного вознаграждения. Перечисленные действия сексуального характера наказываются лишением свободы сроком до 5 лет или денежным штрафом.
В случае, если ребёнок находится под попечением взрослого, то есть он вверен взрослому в образовательных или воспитательных целях, то в случае совершения сексуальных действий по отношению к ребёнку или подростку применяются более жёсткие правила.

## Борьба с сексуальными преступлениями в отношении детей
Борьбой с сексуальными преступлениями против детей занимаются во многих странах. Однако, как утверждает Игорь Кон, «во всем мире под флагом защиты детей нередко выступают малограмотные и сексуально озабоченные лица, вызывающие в обществе массовую истерию, когда люди начинают подозревать в педофилии всех и каждого».
В США Иммиграционная и таможенная полиция (ICE) только с июля 2003 по август 2004 года арестовала около 4 тыс. подозреваемых и их сообщников. Под эгидой ICE существует международный проект «Операция „Хищник“» (англ. Operation Predator) для обеспечения безопасности детей от насильников, педофилов, торговцев людьми, секс-туристов и торговцев порнографией.
В США данные обо всех преступниках, когда-либо совершивших сексуальные преступления, являются общедоступными. Любой житель США имеет право узнать, живут ли такие преступники вблизи его дома или работы. На специальных сайтах штатов публикуются имена, фотографии и адреса лиц, ранее осуждённых за изнасилование, совращение малолетних и другие преступления. 29 июня 2006 года начал работу «Национальный публичный реестр сексуальных преступников» — общеамериканская онлайновая база данных лиц, совершивших сексуальные преступления, к которой присоединились все 50 штатов.
В июне 1997 года суд в Майнце оправдал всех обвиняемых по самому громкому в истории Германии процессу, в ходе которого 24 мужчин обвиняли в совращении 16 детей. «Несомненно, все эти дети — жертвы, — заключил председатель суда. — Они жертвы этого процесса и тех, кто его затеял». В связи с этим психологи призывают к осторожности.
Дети младшего возраста очень внушаемы. Если взрослый повторяет один и тот же вопрос, они отвечают положительно. В одном эксперименте в Корнеллском университете трёхлетние дети подвергались медицинскому осмотру, врач их раздевал, но к гениталиям не прикасался. Все снималось на видео. После этого детей спрашивали, показывая половые органы на кукле: «А тут доктор тебя трогал?» — 38 % детей ответили «да». Без куклы, при вопросе на «детском» языке, количество ложных ответов достигло 70 %.
Расследовать подобные дела должен не простой следователь, а квалифицированный детский психолог. Излишняя истеризованность общества столь же опасна, как и его недоинформированность о проблеме. В результате гипертрофии законодательной инициативы страдают невинные люди и общество в целом, родители начинают избегать телесных контактов с детьми (что крайне неблагоприятно для психоэмоционального развития ребёнка), взрослые опасаются выражать свои симпатии детям, в школах не остаётся учителей-мужчин, страдает половое просвещение подростков.
В то же время одним из наиболее эффективных средств профилактики сексуальной преступности против детей является половое просвещение детей, позволяющее ребёнку правильно оценить намерения преступника и вовремя прервать контакт, а также не стесняться звать на помощь или сообщать о свершившемся преступлении. По оценкам криминологов, незарегистрированная сексуальная преступность составляет более 90 %. Количество лиц, заявивших властям о сексуальном насилии.

## Интересные факты
- Своего рода рекордсменом по сексуальным преступлениям можно считать приговорённого в Великобритании к пожизненному заключению педофила-миллионера Уильяма Гоуда. Его жертвами стали 3500 несовершеннолетних подростков, которые вступали с ним в сексуальную связь за 10 фунтов[24].

### Диссертационные исследования
- Брусенцева В. А. Методика расследования ненасильственных сексуальных преступлений: Диссертация на соискание учёной степени кандидата юридических наук. — Воронеж, 2005. — 202 с.
- Гоноченко О. А. Уголовно-правовые средства защиты несовершеннолетних от сексуального совращения и сексуальной эксплуатации: Автореферат диссертации на соискание учёной степени кандидата юридических наук. — Ставрополь, 2004. — 30 с.
- Затона Р. Е. Уголовно-правовые и криминологические аспекты ответственности за половое сношение и иные действия сексуального характера с лицом, не достигшим четырнадцатилетнего возраста: Диссертация на соискание учёной степени кандидата юридических наук. — Саратов, 2000. — 199 с.
- Капитунов А. С. Насильственные половые преступления против несовершеннолетних: Автореферат диссертации на соискание учёной степени кандидата юридических наук; Науч. рук. М. Л. Прохорова. — Краснодар, 2006. — 26 с.
- Капитунов А. С. Насильственные половые преступления против несовершеннолетних: Диссертация на соискание учёной степени кандидата юридических наук; Науч. рук. М. Л. Прохорова. — Краснодар, 2006. — 206 с.
- Краснюк Г. П. Ненасильственные сексуальные посягательства на лиц, не достигших четырнадцатилетнего возраста: Автореферат диссертации на соискание учёной степени кандидата юридических наук. — Краснодар, 2000. — 25 с.
- Краснюк Г. П. Ненасильственные сексуальные посягательства на лиц, не достигших четырнадцатилетнего возраста: Диссертация на соискание учёной степени кандидата юридических наук. — Краснодар, 2000, — 208 с.
- Мартиросьян А. М. Насильственные половые преступления в отношении несовершеннолетних (уголовно-правовой и криминологический аспекты): Диссертация на соискание учёной степени кандидата юридических наук. — Ростов-на-Дону, 2010. — 235 с.
- Мишота В. А. Предупреждение сексуальных преступлений против несовершеннолетних в семье: Диссертация на соискание учёной степени кандидата юридических наук. — Москва, 2000. — 132 с.
- Набойщиков Н. П. Действия сексуального характера, совершаемые в отношении лиц, не достигших совершеннолетия, и проблемы их предупреждения: Диссертация на соискание учёной степени кандидата юридических наук. — Санкт-Петербург, 2007. — 194 с.
- Семикин М. А. Криминологические и уголовно-правовые проблемы борьбы с сексуальными посягательствами в отношении несовершеннолетних: Диссертация на соискание учёной степени кандидата юридических наук. — Волгоград, 2003. — 226 с.

### Монографии
- Педофилия: основные криминальные черты: монография / под ред. Ю. М. Антоняна. — М.: Проспект, 2012. — 304 с.

### Статьи
- Гурбанов А. Г. Набойщиков Н. П. Криминолого-виктимологическая ситуация и её влияние на совершение действий сексуального характера в отношении несовершеннолетних // Вестник Санкт-Петербургского университета МВД России. 2006. № 4(32). С. 266—270.
- Гусева О. Н. Мотивация поведения детей и подростков — жертв сексуальных посягательств // Научный портал МВД России. 2009. № 3(7). С. 54-63.
- Дерягин Г. Б. Педофилия // Сексология и сексопатология. 2006. № 2. С. 37-46.
- Капинус О. С., Додонов В. Н. Незаконное половое сношение и иные действия сексуального характера с несовершеннолетними // Капинус О. С. Современное уголовное право в России и за рубежом: некоторые проблемы ответственности: Сборник статей. — М.: Буквовед, 2008. — С. 197—212.
- Кахний М. В. Соотношение изнасилования и полового сношения и иных действий сексуального характера с лицом, не достигшим шестнадцатилетнего возраста // Вопросы ювенальной юстиции. 2007. № 5(14). С. 22-23.
- Кон И. С. Совращение детей и сексуальное насилие в междисциплинарной перспективе // Кон И. С. Социологическая психология: Избр. психол. труды. — М.: Московский психолого-социальный институт; Воронеж: Издательство НПО «МОДЭК», 1999. С. 486—503.
- Мотин А. В. О некоторых вопросах правового регулирования ответственности за половые преступления в отношении несовершеннолетних // Вектор науки ТГУ. 2010. № 3(3). С. 133—134.
- Набойщиков Н. П. Уголовно-правовой анализ сексуальных преступлений, совершаемых в отношении несовершеннолетних // Вестник Санкт-Петербургского университета МВД России. 2006. № 3(31). С. 214—219.
- Пудовочкин Ю. Ненасильственные половые посягательства на лиц, не достигших 14 лет. // Законность. — 2002. — № 4. — С. 46-47.
- Пудовочкин Ю. Е. Проблемы понимания и квалификации преступлений против половой неприкосновенности несовершеннолетних: новое в уголовном законодательстве // Российское правосудие. 2010. № 4. С. 64-76.
- Салпагарова С. Р. Актуальные проблемы выявления педофилов в зарубежной практике правоохранительных органов: Психологические аспекты // Адвокат. 2008. № 12. С. 95-100.
- Цэнгэл С. Д. К вопросу о насильственных действиях сексуального характера, совершенных близким родственником в отношении несовершеннолетнего // Соотношение преступлений и иных правонарушений: современные проблемы: Материалы 4-й Международной научно-практической конференции, посвящённой 250-летию образования Московского государственного университета им. М. В. Ломоносова, 27-28 мая 2004 г. — М.: ЛексЭст, 2005. — С. 634—637.
- Шостакович Б. В., Ушакова И. М., Потапов С. А. Половые преступления против детей и подростков. — Ростов-на-Дону: Феникс, 1994. — 164 с.